# Premiul Tony pentru cel mai bun musical
Premiul Tony pentru cel mai bun musical este acordat anual, fiind una din categoriile prezente încă de la apariția premiului în 1949. Acesta îi este acordat producătorului musicalului. Mai jos se regăsesc nominalizările și câștigătorii premiului.

## Nominalizări și câștigători
Cu † sunt marcate piesele care au câștigat Premiul Pulitzer pentru dramă.
     indicates the winner

### Anii 1940
| An                   | Musical                  | Autor(i)    | Muzică      | Versuri |
| -------------------- | ------------------------ | ----------- | ----------- | ------- |
| 1949 3rd Tony Awards |                          |             |             |         |
| Kiss Me, Kate        | Samuel and Bella Spewack | Cole Porter | Cole Porter |         |

### Anii 1950
| An                    | Musical                                                 | Autor(i)                    | Muzică                          | Versuri |
| --------------------- | ------------------------------------------------------- | --------------------------- | ------------------------------- | ------- |
| 1950 4th Tony Awards  |                                                         |                             |                                 |         |
| South Pacific †       | Oscar Hammerstein II și Joshua Logan                    | Richard Rodgers             | Oscar Hammerstein II            |         |
| 1951 5th Tony Awards  |                                                         |                             |                                 |         |
| Guys and Dolls        | Jo Swerling și Abe Burrows                              | Frank Loesser               | Frank Loesser                   |         |
| 1952 6th Tony Awards  |                                                         |                             |                                 |         |
| The King and I        | Oscar Hammerstein II                                    | Richard Rodgers             | Oscar Hammerstein II            |         |
| 1953 7th Tony Awards  |                                                         |                             |                                 |         |
| Wonderful Town        | Joseph Fields și Jerome Chodorov                        | Leonard Bernstein           | Betty Comden și Adolph Green    |         |
| 1954 8th Tony Awards  |                                                         |                             |                                 |         |
| Kismet                | Charles Lederer și Luther Davis                         | Alexander Borodin           | Robert Wright și George Forrest |         |
| 1955 9th Tony Awards  |                                                         |                             |                                 |         |
| The Pajama Game       | George Abbott și Richard Bissell                        | Richard Adler și Jerry Ross | Richard Adler și Jerry Ross     |         |
| 1956 10th Tony Awards |                                                         |                             |                                 |         |
| Damn Yankees          | George Abbott și Douglass Wallop                        | Richard Adler               | Jerry Ross                      |         |
| Pipe Dream            | Oscar Hammerstein II                                    | Richard Rodgers             | Oscar Hammerstein II            |         |
| 1957 11th Tony Awards |                                                         |                             |                                 |         |
| My Fair Lady          | Alan Jay Lerner                                         | Frederick Loewe             | Alan Jay Lerner                 |         |
| Bells Are Ringing     | Betty Comden și Adolph Green                            | Jule Styne                  | Betty Comden și Adolph Green    |         |
| Candide               | Lillian Hellman                                         | Leonard Bernstein           | Richard Wilbur                  |         |
| The Most Happy Fella  | Frank Loesser                                           | Frank Loesser               | Frank Loesser                   |         |
| 1958 12th Tony Awards |                                                         |                             |                                 |         |
| The Music Man         | Meredith Willson și Franklin Lacey                      | Meredith Willson            | Meredith Willson                |         |
| West Side Story       | Arthur Laurents                                         | Leonard Bernstein           | Stephen Sondheim                |         |
| New Girl in Town      | George Abbott                                           | Bob Merrill                 | Bob Merrill                     |         |
| Oh, Captain!          | Al Morgan și José Ferrer                                | Jay Livingston și Ray Evans | Jay Livingston și Ray Evans     |         |
| Jamaica               | E. Y. Harburg și Fred Saidy                             | Harold Arlen                | E. Y. Harburg                   |         |
| 1959 13th Tony Awards |                                                         |                             |                                 |         |
| Redhead               | Herbert și Dorothy Fields, Sidney Sheldon și David Shaw | Albert Hague                | Dorothy Fields                  |         |
| Flower Drum Song      | Oscar Hammerstein II și Joseph Fields                   | Richard Rodgers             | Oscar Hammerstein II            |         |
| La Plume de Ma Tante  | Robert Dhery                                            | Gérard Calvi                | Ross Parker                     |         |

### Anii 1960
| An                                                 | Musical                                                        | Autor(i)                          | Muzică                                                         | Versuri |
| -------------------------------------------------- | -------------------------------------------------------------- | --------------------------------- | -------------------------------------------------------------- | ------- |
| 1960 14th Tony Awards                              |                                                                |                                   |                                                                |         |
| The Sound of Music                                 | Howard Lindsay și Russel Crouse                                | Richard Rodgers                   | Oscar Hammerstein II                                           |         |
| Fiorello! †                                        | Jerome Weidman și George Abbott                                | Jerry Bock                        | Sheldon Harnick                                                |         |
| Gypsy                                              | Arthur Laurents                                                | Jule Styne                        | Stephen Sondheim                                               |         |
| Once Upon a Mattress                               | Jay Thompson, Marshall Barer și Dean Fuller                    | Mary Rodgers                      | Marshall Barer                                                 |         |
| Take Me Along                                      | Joseph Stein și Robert Russell                                 | Bob Merrill                       | Bob Merrill                                                    |         |
| 1961 15th Tony Awards                              |                                                                |                                   |                                                                |         |
| Bye Bye Birdie                                     | Michael Stewart                                                | Charles Strouse                   | Lee Adams                                                      |         |
| Do Re Mi                                           | Garson Kanin                                                   | Jule Styne                        | Betty Comden și Adolph Green                                   |         |
| Irma La Douce                                      | Alexandre Breffort, Julian More, David Heneker și Monty Norman | Marguerite Monnot                 | Alexandre Breffort, Julian More, David Heneker și Monty Norman |         |
| 1962 16th Tony Awards                              |                                                                |                                   |                                                                |         |
| How to Succeed in Business Without Really Trying † | Abe Burrows, Jack Weinstock și Willie Gilbert                  | Frank Loesser                     | Frank Loesser                                                  |         |
| Carnival!                                          | Michael Stewart și Helen Deutsch                               | Bob Merrill                       | Bob Merrill                                                    |         |
| Milk and Honey                                     | Don Appell                                                     | Jerry Herman                      | Jerry Herman                                                   |         |
| No Strings                                         | Samuel A. Taylor                                               | Richard Rodgers                   | Richard Rodgers                                                |         |
| 1963 17th Tony Awards                              |                                                                |                                   |                                                                |         |
| A Funny Thing Happened on the Way to the Forum     | Burt Shevelove și Larry Gelbart                                | Stephen Sondheim                  | Stephen Sondheim                                               |         |
| Little Me                                          | Neil Simon                                                     | Cy Coleman                        | Carolyn Leigh                                                  |         |
| Oliver!                                            | Lionel Bart                                                    | Lionel Bart                       | Lionel Bart                                                    |         |
| Stop the World – I Want to Get Off                 | Leslie Bricusse și Anthony Newley                              | Leslie Bricusse și Anthony Newley | Leslie Bricusse și Anthony Newley                              |         |
| 1964 18th Tony Awards                              |                                                                |                                   |                                                                |         |
| Hello, Dolly!                                      | Michael Stewart                                                | Jerry Herman                      | Jerry Herman                                                   |         |
| Funny Girl                                         | Isobel Lennart                                                 | Jule Styne                        | Bob Merrill                                                    |         |
| High Spirits                                       | Hugh Martin și Timothy Gray                                    | Hugh Martin și Timothy Gray       | Hugh Martin și Timothy Gray                                    |         |
| She Loves Me                                       | Joe Masteroff                                                  | Jerry Bock                        | Sheldon Harnick                                                |         |
| 1965 19th Tony Awards                              |                                                                |                                   |                                                                |         |
| Fiddler on the Roof                                | Joseph Stein                                                   | Jerry Bock                        | Sheldon Harnick                                                |         |
| Golden Boy                                         | Clifford Odets și William Gibson                               | Charles Strouse                   | Lee Adams                                                      |         |
| Half a Sixpence                                    | Beverley Cross                                                 | David Heneker                     | David Heneker                                                  |         |
| Oh, What a Lovely War!                             | Joan Littlewood și Theatre Workshop                            | Various                           | Various                                                        |         |
| 1966 20th Tony Awards                              |                                                                |                                   |                                                                |         |
| Man of La Mancha                                   | Dale Wasserman                                                 | Mitch Leigh                       | Joe Darion                                                     |         |
| Mame                                               | Jerome Lawrence și Robert E. Lee                               | Jerry Herman                      | Jerry Herman                                                   |         |
| Skyscraper                                         | Peter Stone                                                    | Jimmy Van Heusen                  | Sammy Cahn                                                     |         |
| Sweet Charity                                      | Neil Simon                                                     | Cy Coleman                        | Dorothy Fields                                                 |         |
| 1967 21st Tony Awards                              |                                                                |                                   |                                                                |         |
| Cabaret                                            | Joe Masteroff                                                  | John Kander                       | Fred Ebb                                                       |         |
| I Do! I Do!                                        | Tom Jones                                                      | Harvey Schmidt                    | Tom Jones                                                      |         |
| The Apple Tree                                     | Sheldon Harnick și Jerry Bock                                  | Jerry Bock                        | Sheldon Harnick                                                |         |
| Walking Happy                                      | Roger O. Hirson și Ketti Frings                                | Jimmy Van Heusen                  | Sammy Cahn                                                     |         |
| 1968 22nd Tony Awards                              |                                                                |                                   |                                                                |         |
| Hallelujah, Baby!                                  | Arthur Laurents                                                | Jule Styne                        | Betty Comden și Adolph Green                                   |         |
| The Happy Time                                     | N. Richard Nash                                                | John Kander                       | Fred Ebb                                                       |         |
| How Now, Dow Jones                                 | Max Shulman                                                    | Elmer Bernstein                   | Carolyn Leigh                                                  |         |
| Illya Darling                                      | Jules Dassin                                                   | Manos Hadjidakis                  | Joe Darion                                                     |         |
| 1969 23rd Tony Awards                              |                                                                |                                   |                                                                |         |
| 1776                                               | Peter Stone                                                    | Sherman Edwards                   | Sherman Edwards                                                |         |
| Hair                                               | Gerome Ragni și James Rado                                     | Galt MacDermot                    | James Rado                                                     |         |
| Promises, Promises                                 | Neil Simon                                                     | Burt Bacharach                    | Hal David                                                      |         |
| Zorba                                              | Joseph Stein                                                   | John Kander                       | Fred Ebb                                                       |         |

### Anii 1970
| An                                    | Musical                                                   | Autor(i)                                     | Muzică                                       | Versuri |
| ------------------------------------- | --------------------------------------------------------- | -------------------------------------------- | -------------------------------------------- | ------- |
| 1970 24th Tony Awards                 |                                                           |                                              |                                              |         |
| Applause                              | Betty Comden și Adolph Green                              | Charles Strouse                              | Lee Adams                                    |         |
| Coco                                  | Alan Jay Lerner                                           | André Previn                                 | Alan Jay Lerner                              |         |
| Purlie                                | Ossie Davis, Philip Rose și Peter Udell                   | Gary Geld                                    | Peter Udell                                  |         |
| 1971 25th Tony Awards                 |                                                           |                                              |                                              |         |
| Company                               | George Furth                                              | Stephen Sondheim                             | Stephen Sondheim                             |         |
| The Me Nobody Knows                   | Robert H. Livingston, Herb Schapiro and Stephen M. Joseph | Gary William Friedman                        | Will Holt                                    |         |
| The Rothschilds                       | Sherman Yellen                                            | Jerry Bock                                   | Sheldon Harnick                              |         |
| 1972 26th Tony Awards                 |                                                           |                                              |                                              |         |
| Two Gentlemen of Verona               | John Guare și Mel Shapiro                                 | Galt MacDermot                               | John Guare                                   |         |
| Ain't Supposed to Die a Natural Death | Melvin Van Peebles                                        | Melvin Van Peebles                           | Melvin Van Peebles                           |         |
| Follies                               | James Goldman                                             | Stephen Sondheim                             | Stephen Sondheim                             |         |
| Grease                                | Jim Jacobs și Warren Casey                                | Jim Jacobs și Warren Casey                   | Jim Jacobs și Warren Casey                   |         |
| 1973 27th Tony Awards                 |                                                           |                                              |                                              |         |
| A Little Night Music                  | Hugh Wheeler                                              | Stephen Sondheim                             | Stephen Sondheim                             |         |
| Don't Bother Me, I Can't Cope         | Micki Grant                                               | Micki Grant                                  | Micki Grant                                  |         |
| Pippin                                | Roger O. Hirson și Bob Fosse                              | Stephen Schwartz                             | Stephen Schwartz                             |         |
| Sugar                                 | Peter Stone                                               | Jule Styne                                   | Bob Merrill                                  |         |
| 1974 28th Tony Awards                 |                                                           |                                              |                                              |         |
| Raisin                                | Robert Nemiroff and Charlotte Zaltzberg                   | Judd Woldin                                  | Robert Brittan                               |         |
| Over Here!                            | Will Holt                                                 | Richard M. Sherman și Robert B. Sherman      | Richard M. Sherman și Robert B. Sherman      |         |
| Seesaw                                | Michael Bennett                                           | Cy Coleman                                   | Dorothy Fields                               |         |
| 1975 29th Tony Awards                 |                                                           |                                              |                                              |         |
| The Wiz                               | William F. Brown                                          | Charlie Smalls                               | Charlie Smalls                               |         |
| Mack & Mabel                          | Michael Stewart                                           | Jerry Herman                                 | Jerry Herman                                 |         |
| The Lieutenant                        | Gene Curty, Nitra Scharfman and Chuck Strand              | Gene Curty, Nitra Scharfman and Chuck Strand | Gene Curty, Nitra Scharfman and Chuck Strand |         |
| Shenandoah                            | James Lee Barrett, Peter Udell and Philip Rose            | Gary Geld                                    | Peter Udell                                  |         |
| 1976 30th Tony Awards                 |                                                           |                                              |                                              |         |
| A Chorus Line †                       | James Kirkwood                                            | Marvin Hamlisch                              | Edward Kleban                                |         |
| Bubbling Brown Sugar                  | Loften Mitchell                                           | Various                                      | Various                                      |         |
| Chicago                               | Fred Ebb și Bob Fosse                                     | John Kander                                  | Fred Ebb                                     |         |
| Pacific Overtures                     | John Weidman                                              | Stephen Sondheim                             | Stephen Sondheim                             |         |
| 1977 31st Tony Awards                 |                                                           |                                              |                                              |         |
| Annie                                 | Thomas Meehan                                             | Charles Strouse                              | Martin Charnin                               |         |
| Happy End                             | Elisabeth Hauptmann                                       | Kurt Weill                                   | Bertolt Brecht                               |         |
| I Love My Wife                        | Michael Stewart                                           | Cy Coleman                                   | Michael Stewart                              |         |
| Side by Side by Sondheim              | N/A                                                       | Stephen Sondheim                             | Stephen Sondheim                             |         |
| 1978 32nd Tony Awards                 |                                                           |                                              |                                              |         |
| Ain't Misbehavin'                     | N/A                                                       | Thomas "Fats" Waller                         | Various                                      |         |
| Dancin'                               | N/A                                                       | Various                                      | Various                                      |         |
| On the Twentieth Century              | Betty Comden și Adolph Green                              | Cy Coleman                                   | Betty Comden și Adolph Green                 |         |
| Runaways                              | Elizabeth Swados                                          | Elizabeth Swados                             | Elizabeth Swados                             |         |
| 1979 33rd Tony Awards                 |                                                           |                                              |                                              |         |
| Sweeney Todd                          | Hugh Wheeler                                              | Stephen Sondheim                             | Stephen Sondheim                             |         |
| Ballroom                              | Jerome Kass                                               | Billy Goldenberg                             | Alan și Marilyn Bergman                      |         |
| The Best Little Whorehouse in Texas   | Larry L. King și Peter Masterson                          | Carol Hall                                   | Carol Hall                                   |         |
| They're Playing Our Song              | Neil Simon                                                | Marvin Hamlisch                              | Carole Bayer Sager                           |         |

### Anii 1980
| An                                           | Musical                                                                        | Autor(i)                                                                       | Muzică                                                                         | Versuri |
| -------------------------------------------- | ------------------------------------------------------------------------------ | ------------------------------------------------------------------------------ | ------------------------------------------------------------------------------ | ------- |
| 1980 34th Tony Awards                        |                                                                                |                                                                                |                                                                                |         |
| Evita                                        | Tim Rice                                                                       | Andrew Lloyd Webber                                                            | Tim Rice                                                                       |         |
| A Day in Hollywood / A Night in the Ukraine  | Dick Vosburgh                                                                  | Frank Lazarus                                                                  | Dick Vosburgh                                                                  |         |
| Barnum                                       | Mark Bramble                                                                   | Cy Coleman                                                                     | Michael Stewart                                                                |         |
| Sugar Babies                                 | Ralph G. Allen                                                                 | Jimmy McHugh                                                                   | Dorothy Fields și Al Dubin                                                     |         |
| 1981 35th Tony Awards                        |                                                                                |                                                                                |                                                                                |         |
| 42nd Street                                  | Michael Stewart și Mark Bramble                                                | Harry Warren                                                                   | Al Dubin                                                                       |         |
| Sophisticated Ladies                         | Donald McKayle                                                                 | Duke Ellington                                                                 | Various                                                                        |         |
| Tintypes                                     | Mel Marvin and Gary Pearle                                                     | Various                                                                        | Various                                                                        |         |
| Woman of the Year                            | Peter Stone                                                                    | John Kander                                                                    | Fred Ebb                                                                       |         |
| 1982 36th Tony Awards                        |                                                                                |                                                                                |                                                                                |         |
| Nine                                         | Arthur Kopit                                                                   | Maury Yeston                                                                   | Maury Yeston                                                                   |         |
| Dreamgirls                                   | Tom Eyen                                                                       | Henry Krieger                                                                  | Tom Eyen                                                                       |         |
| Joseph and the Amazing Technicolor Dreamcoat | Tim Rice                                                                       | Andrew Lloyd Webber                                                            | Tim Rice                                                                       |         |
| Pump Boys and Dinettes                       | John Foley, Mark Hardwick, Debra Monk, Cass Morgan, John Schimmel and Jim Wann | John Foley, Mark Hardwick, Debra Monk, Cass Morgan, John Schimmel and Jim Wann | John Foley, Mark Hardwick, Debra Monk, Cass Morgan, John Schimmel and Jim Wann |         |
| 1983 37th Tony Awards                        |                                                                                |                                                                                |                                                                                |         |
| Cats                                         | T. S. Eliot                                                                    | Andrew Lloyd Webber                                                            | T. S. Eliot și Trevor Nunn                                                     |         |
| Blues in the Night                           | N/A                                                                            | Various                                                                        | Various                                                                        |         |
| Merlin                                       | Richard Levinson și William Link                                               | Elmer Bernstein                                                                | Don Black                                                                      |         |
| My One and Only                              | Peter Stone și Timothy S. Mayer                                                | George Gershwin                                                                | Ira Gershwin                                                                   |         |
| 1984 38th Tony Awards                        |                                                                                |                                                                                |                                                                                |         |
| La Cage aux Folles                           | Harvey Fierstein                                                               | Jerry Herman                                                                   | Jerry Herman                                                                   |         |
| Baby                                         | Sybille Pearson                                                                | David Shire                                                                    | Richard Maltby, Jr.                                                            |         |
| Sunday in the Park with George †             | James Lapine                                                                   | Stephen Sondheim                                                               | Stephen Sondheim                                                               |         |
| The Tap Dance Kid                            | Charles Blackwell                                                              | Henry Krieger                                                                  | Robert Lorick                                                                  |         |
| 1985 39th Tony Awards                        |                                                                                |                                                                                |                                                                                |         |
| Big River                                    | William Hauptman                                                               | Roger Miller                                                                   | Roger Miller                                                                   |         |
| Grind                                        | Fay Kanin                                                                      | Larry Grossman                                                                 | Ellen Fitzhugh                                                                 |         |
| Leader of the Pack                           | Anne Beatts                                                                    | Ellie Greenwich                                                                | Various                                                                        |         |
| Quilters                                     | Molly Newman și Barbara Damashek                                               | Barbara Damashek                                                               | Barbara Damashek                                                               |         |
| 1986 40th Tony Awards                        |                                                                                |                                                                                |                                                                                |         |
| The Mystery of Edwin Drood                   | Rupert Holmes                                                                  | Rupert Holmes                                                                  | Rupert Holmes                                                                  |         |
| Big Deal                                     | Bob Fosse                                                                      | Various                                                                        | Various                                                                        |         |
| Song and Dance                               | N/A                                                                            | Andrew Lloyd Webber                                                            | Don Black                                                                      |         |
| Tango Argentino                              | N/A                                                                            | Various                                                                        | Various                                                                        |         |
| 1987 41st Tony Awards                        |                                                                                |                                                                                |                                                                                |         |
| Les Misérables                               | Claude-Michel Schönberg și Alain Boublil                                       | Claude-Michel Schönberg                                                        | Herbert Kretzmer                                                               |         |
| Me and My Girl                               | L. Arthur Rose and Douglas Furber                                              | Noel Gay                                                                       | L. Arthur Rose and Douglas Furber                                              |         |
| Rags                                         | Joseph Stein                                                                   | Charles Strouse                                                                | Stephen Schwartz                                                               |         |
| Starlight Express                            | N/A                                                                            | Andrew Lloyd Webber                                                            | Richard Stilgoe                                                                |         |
| 1988 42nd Tony Awards                        |                                                                                |                                                                                |                                                                                |         |
| The Phantom of the Opera                     | Richard Stilgoe și Andrew Lloyd Webber                                         | Andrew Lloyd Webber                                                            | Charles Hart                                                                   |         |
| Into the Woods                               | James Lapine                                                                   | Stephen Sondheim                                                               | Stephen Sondheim                                                               |         |
| Romance/Romance                              | Barry Harman                                                                   | Keith Herrmann                                                                 | Barry Harman                                                                   |         |
| Sarafina!                                    | Mbongeni Ngema                                                                 | Mbongeni Ngema                                                                 | Mbongeni Ngema                                                                 |         |
| 1989 43rd Tony Awards                        |                                                                                |                                                                                |                                                                                |         |
| Jerome Robbins' Broadway                     | N/A                                                                            | Various                                                                        | Various                                                                        |         |
| Black and Blue                               | N/A                                                                            | Various                                                                        | Various                                                                        |         |
| Starmites                                    | Stuart Ross și Barry Keating                                                   | Barry Keating                                                                  | Barry Keating                                                                  |         |

### Anii 1990
| An                                    | Musical                                                                | Autor(i)                                  | Muzică                                          | Versuri |
| ------------------------------------- | ---------------------------------------------------------------------- | ----------------------------------------- | ----------------------------------------------- | ------- |
| 1990 44th Tony Awards                 |                                                                        |                                           |                                                 |         |
| City of Angels                        | Larry Gelbart                                                          | Cy Coleman                                | David Zippel                                    |         |
| Aspects of Love                       | Andrew Lloyd Webber                                                    | Andrew Lloyd Webber                       | Don Black și Charles Hart                       |         |
| Grand Hotel                           | Luther Davis                                                           | George Forrest și Robert Wright           | George Forrest și Robert Wright                 |         |
| Meet Me in St. Louis                  | Hugh Wheeler                                                           | Ralph Blane și Hugh Martin                | Ralph Blane și Hugh Martin                      |         |
| 1991 45th Tony Awards                 |                                                                        |                                           |                                                 |         |
| The Will Rogers Follies               | Peter Stone                                                            | Cy Coleman                                | Betty Comden și Adolph Green                    |         |
| Miss Saigon                           | Alain Boublil și Claude-Michel Schönberg                               | Claude-Michel Schönberg                   | Alain Boublil și Richard Maltby, Jr.            |         |
| Once on This Island                   | Lynn Ahrens                                                            | Stephen Flaherty                          | Lynn Ahrens                                     |         |
| The Secret Garden                     | Marsha Norman                                                          | Lucy Simon                                | Marsha Norman                                   |         |
| 1992 46th Tony Awards                 |                                                                        |                                           |                                                 |         |
| Crazy for You                         | Ken Ludwig                                                             | George Gershwin                           | Ira Gershwin                                    |         |
| Falsettos                             | William Finn și James Lapine                                           | William Finn                              | William Finn                                    |         |
| Five Guys Named Moe                   | Clarke Peters                                                          | Various                                   | Various                                         |         |
| Jelly's Last Jam                      | George C. Wolfe                                                        | Jelly Roll Morton                         | Susan Birkenhead                                |         |
| 1993 47th Tony Awards                 |                                                                        |                                           |                                                 |         |
| Kiss of the Spider Woman              | Terrence McNally                                                       | John Kander                               | Fred Ebb                                        |         |
| Blood Brothers                        | Willy Russell                                                          | Willy Russell                             | Willy Russell                                   |         |
| The Goodbye Girl                      | Neil Simon                                                             | Marvin Hamlisch                           | David Zippel                                    |         |
| The Who's Tommy                       | Pete Townshend și Des McAnuff                                          | Pete Townshend                            | Pete Townshend                                  |         |
| 1994 48th Tony Awards                 |                                                                        |                                           |                                                 |         |
| Passion                               | James Lapine                                                           | Stephen Sondheim                          | Stephen Sondheim                                |         |
| A Grand Night for Singing             | Walter Bobbie                                                          | Richard Rodgers                           | Oscar Hammerstein II                            |         |
| Beauty and the Beast                  | Linda Woolverton                                                       | Alan Menken                               | Howard Ashman și Tim Rice                       |         |
| Cyrano: The Musical                   | Koen van Dijk                                                          | Ad van Dijk                               | Koen van Dijk                                   |         |
| 1995 49th Tony Awards                 |                                                                        |                                           |                                                 |         |
| Sunset Boulevard                      | Christopher Hampton și Don Black                                       | Andrew Lloyd Webber                       | Don Black                                       |         |
| Smokey Joe's Cafe                     | N/A                                                                    | Jerry Leiber și Mike Stoller              | Jerry Leiber și Mike Stoller                    |         |
| 1996 50th Tony Awards                 |                                                                        |                                           |                                                 |         |
| Rent †                                | Jonathan Larson                                                        | Jonathan Larson                           | Jonathan Larson                                 |         |
| Bring in 'da Noise, Bring in 'da Funk | Reg E. Gaines                                                          | Daryl Waters, Zane Mark and Ann Duquesnay | Reg E. Gaines, George C. Wolfe și Ann Duquesnay |         |
| Chronicle of a Death Foretold         | Graciela Daniele și Jim Lewis                                          | Bob Telson                                | Graciela Daniele și Jim Lewis                   |         |
| Swinging on a Star                    | Michael Leeds                                                          | Various                                   | Johnny Burke                                    |         |
| 1997 51st Tony Awards                 |                                                                        |                                           |                                                 |         |
| Titanic                               | Peter Stone                                                            | Maury Yeston                              | Maury Yeston                                    |         |
| Juan Darien                           | Elliot Goldenthal și Julie Taymor                                      | Elliot Goldenthal                         | Elliot Goldenthal                               |         |
| Steel Pier                            | David Thompson                                                         | John Kander                               | Fred Ebb                                        |         |
| The Life                              | Cy Coleman, David Newman and Ira Gasman                                | Cy Coleman                                | Ira Gasman                                      |         |
| 1998 52nd Tony Awards                 |                                                                        |                                           |                                                 |         |
| The Lion King                         | Roger Allers și Irene Mecchi                                           | Elton John                                | Tim Rice                                        |         |
| Side Show                             | Bill Russell                                                           | Henry Krieger                             | Bill Russell                                    |         |
| The Scarlet Pimpernel                 | Nan Knighton                                                           | Frank Wildhorn                            | Nan Knighton                                    |         |
| Ragtime                               | Terrence McNally                                                       | Stephen Flaherty                          | Lynn Ahrens                                     |         |
| 1999 53rd Tony Awards                 |                                                                        |                                           |                                                 |         |
| Fosse                                 | N/A                                                                    | Various                                   | Various                                         |         |
| The Civil War                         | Gregory Boyd and Frank Wildhorn                                        | Frank Wildhorn                            | Jack Murphy                                     |         |
| It Ain't Nothin' But the Blues        | Charles Bevel, Lita Gaithers, Randal Myler, Ron Taylor și Dan Wheetman | Various                                   | Various                                         |         |
| Parade                                | Alfred Uhry                                                            | Jason Robert Brown                        | Jason Robert Brown                              |         |

### Anii 2000
| An                                         | Musical                                  | Autor(i)                                                              | Muzică                                                                | Versuri |
| ------------------------------------------ | ---------------------------------------- | --------------------------------------------------------------------- | --------------------------------------------------------------------- | ------- |
| 2000 54th Tony Awards                      |                                          |                                                                       |                                                                       |         |
| Contact                                    | John Weidman                             | Various                                                               | Various                                                               |         |
| James Joyce's The Dead                     | Richard Nelson                           | Shaun Davey                                                           | Richard Nelson și Shaun Davey                                         |         |
| Swing!                                     | Paul Kelley                              | Various                                                               | Various                                                               |         |
| The Wild Party                             | Michael John LaChiusa și George C. Wolfe | Michael John LaChiusa                                                 | Michael John LaChiusa                                                 |         |
| 2001 55th Tony Awards                      |                                          |                                                                       |                                                                       |         |
| The Producers                              | Mel Brooks și Thomas Meehan              | Mel Brooks                                                            | Mel Brooks                                                            |         |
| A Class Act                                | Linda Kline and Lonny Price              | Edward Kleban                                                         | Edward Kleban                                                         |         |
| The Full Monty                             | Terrence McNally                         | David Yazbek                                                          | David Yazbek                                                          |         |
| Jane Eyre                                  | John Caird                               | Paul Gordon                                                           | John Caird și Paul Gordon                                             |         |
| 2002 56th Tony Awards                      |                                          |                                                                       |                                                                       |         |
| Thoroughly Modern Millie                   | Richard Morris and Dick Scanlan          | Jeanine Tesori                                                        | Dick Scanlan                                                          |         |
| Mamma Mia!                                 | Catherine Johnson                        | Benny Andersson și Björn Ulvaeus                                      | Benny Andersson și Björn Ulvaeus                                      |         |
| Sweet Smell of Success                     | John Guare                               | Marvin Hamlisch                                                       | Craig Carnelia                                                        |         |
| Urinetown                                  | Greg Kotis                               | Mark Hollman                                                          | Greg Kotis și Mark Hollman                                            |         |
| 2003 57th Tony Awards                      |                                          |                                                                       |                                                                       |         |
| Hairspray                                  | Mark O'Donnell și Thomas Meehan          | Marc Shaiman                                                          | Scott Wittman și Marc Shaiman                                         |         |
| Amour                                      | Didier Van Cauwelaert și Jeremy Sams     | Michel Legrand                                                        | Didier Van Cauwelaert și Jeremy Sams                                  |         |
| A Year with Frog and Toad                  | Willie Reale                             | Robert Reale                                                          | Willie Reale                                                          |         |
| Movin' Out                                 | Twyla Tharp                              | Billy Joel                                                            | Billy Joel                                                            |         |
| 2004 58th Tony Awards                      |                                          |                                                                       |                                                                       |         |
| Avenue Q                                   | Jeff Whitty                              | Robert Lopez și Jeff Marx                                             | Robert Lopez și Jeff Marx                                             |         |
| The Boy from Oz                            | Martin Sherman                           | Peter Allen                                                           | Peter Allen                                                           |         |
| Caroline, or Change                        | Tony Kushner                             | Jeanine Tesori                                                        | Tony Kushner                                                          |         |
| Wicked                                     | Winnie Holzman                           | Stephen Schwartz                                                      | Stephen Schwartz                                                      |         |
| 2005 59th Tony Awards                      |                                          |                                                                       |                                                                       |         |
| Monty Python's Spamalot                    | Eric Idle                                | John Du Prez și Eric Idle                                             | Eric Idle                                                             |         |
| The Light in the Piazza                    | Craig Lucas                              | Adam Guettel                                                          | Adam Guettel                                                          |         |
| Dirty Rotten Scoundrels                    | Jeffrey Lane                             | David Yazbek                                                          | David Yazbek                                                          |         |
| The 25th Annual Putnam County Spelling Bee | Rachel Sheinkin                          | William Finn                                                          | William Finn                                                          |         |
| 2006 60th Tony Awards                      |                                          |                                                                       |                                                                       |         |
| Jersey Boys                                | Marshall Brickman și Rick Elice          | Bob Gaudio și Bob Crewe                                               | Bob Gaudio și Bob Crewe                                               |         |
| The Color Purple                           | Marsha Norman                            | Brenda Russell, Allee Willis și Stephen Bray                          | Brenda Russell, Allee Willis și Stephen Bray                          |         |
| The Drowsy Chaperone                       | Bob Martin și Don McKellar               | Lisa Lambert și Greg Morrison                                         |                                                                       |         |
| The Wedding Singer                         | Tim Herlihy și Chad Beguelin             | Matthew Sklar                                                         | Chad Beguelin                                                         |         |
| 2007 61st Tony Awards                      |                                          |                                                                       |                                                                       |         |
| Spring Awakening                           | Steven Sater                             | Duncan Sheik                                                          | Steven Sater                                                          |         |
| Curtains                                   | Rupert Holmes                            | John Kander                                                           | Fred Ebb                                                              |         |
| Grey Gardens                               | Doug Wright                              | Scott Frankel                                                         | Michael Korie                                                         |         |
| Mary Poppins                               | Julian Fellowes                          | Robert B. Sherman, Richard M. Sherman, George Stiles și Anthony Drewe | Robert B. Sherman, Richard M. Sherman, George Stiles și Anthony Drewe |         |
| 2008 62nd Tony Awards                      |                                          |                                                                       |                                                                       |         |
| In the Heights                             | Quiara Alegría Hudes                     | Lin-Manuel Miranda                                                    | Lin-Manuel Miranda                                                    |         |
| Cry-Baby                                   | Mark O'Donnell și Thomas Meehan          | Adam Schlesinger                                                      | David Javerbaum                                                       |         |
| Passing Strange                            | Stew                                     | Stew și Heidi Rodewald                                                | Stew                                                                  |         |
| Xanadu                                     | Douglas Carter Beane                     | Jeff Lynne și John Farrar                                             | Jeff Lynne și John Farrar                                             |         |
| 2009 63rd Tony Awards                      |                                          |                                                                       |                                                                       |         |
| Billy Elliot the Musical                   | Lee Hall                                 | Elton John                                                            | Lee Hall                                                              |         |
| Next to Normal †                           | Brian Yorkey                             | Tom Kitt                                                              | Brian Yorkey                                                          |         |
| Rock of Ages                               | Chris D'Arienzo                          | Various                                                               | Various                                                               |         |
| Shrek The Musical                          | David Lindsay-Abaire                     | Jeanine Tesori                                                        | David Lindsay-Abaire                                                  |         |

### Anii 2010
| An                                     | Musical                                              | Autor(i)                                              | Muzică                                                | Versuri |
| -------------------------------------- | ---------------------------------------------------- | ----------------------------------------------------- | ----------------------------------------------------- | ------- |
| 2010 64th Tony Awards                  |                                                      |                                                       |                                                       |         |
| Memphis                                | Joe DiPietro                                         | David Bryan                                           | David Bryan și Joe DiPietro                           |         |
| American Idiot                         | Michael Mayer și Billie Joe Armstrong                | Green Day                                             | Billie Joe Armstrong                                  |         |
| Fela!                                  | Bill T. Jones și Jim Lewis                           | Fela Kuti                                             | Fela Kuti                                             |         |
| Million Dollar Quartet                 | Colin Escott and Floyd Mutrux                        | Various                                               | Various                                               |         |
| 2011 65th Tony Awards                  |                                                      |                                                       |                                                       |         |
| The Book of Mormon                     | Robert Lopez, Trey Parker și Matt Stone              | Robert Lopez, Trey Parker și Matt Stone               | Robert Lopez, Trey Parker și Matt Stone               |         |
| Catch Me If You Can                    | Terrence McNally                                     | Marc Shaiman                                          | Marc Shaiman și Scott Wittman                         |         |
| The Scottsboro Boys                    | David Thompson                                       | John Kander                                           | Fred Ebb                                              |         |
| Sister Act                             | Cheri and Bill Steinkellner and Douglas Carter Beane | Alan Menken                                           | Glenn Slater                                          |         |
| 2012 66th Tony Awards                  |                                                      |                                                       |                                                       |         |
| Once                                   | Enda Walsh                                           | Glen Hansard și Markéta Irglová                       | Glen Hansard și Markéta Irglová                       |         |
| Leap of Faith                          | Janus Cercone și Glenn Slater                        | Alan Menken                                           | Glenn Slater                                          |         |
| Newsies                                | Harvey Fierstein                                     | Alan Menken                                           | Jack Feldman                                          |         |
| Nice Work If You Can Get It            | Joe DiPietro                                         | George Gershwin                                       | Ira Gershwin                                          |         |
| 2013 67th Tony Awards                  |                                                      |                                                       |                                                       |         |
| Kinky Boots                            | Harvey Fierstein                                     | Cyndi Lauper                                          | Cyndi Lauper                                          |         |
| Bring It On the Musical                | Jeff Whitty                                          | Lin-Manuel Miranda și Tom Kitt                        | Amanda Green și Lin-Manuel Miranda                    |         |
| A Christmas Story: The Musical         | Joseph Robinette                                     | Benj Pasek and Justin Paul                            | Benj Pasek and Justin Paul                            |         |
| Matilda the Musical                    | Dennis Kelly                                         | Tim Minchin                                           | Tim Minchin                                           |         |
| 2014 68th Tony Awards                  |                                                      |                                                       |                                                       |         |
| A Gentleman's Guide to Love and Murder | Robert L. Freedman                                   | Steven Lutvak                                         | Robert L. Freedman și Steven Lutvak                   |         |
| After Midnight                         | Jack Viertel                                         | Various                                               | Various                                               |         |
| Aladdin                                | Chad Beguelin                                        | Alan Menken                                           | Chad Beguelin, Howard Ashman și Tim Rice              |         |
| Beautiful: The Carole King Musical     | Douglas McGrath                                      | Carole King, Gerry Goffin, Barry Mann și Cynthia Weil | Carole King, Gerry Goffin, Barry Mann și Cynthia Weil |         |
| 2015 69th Tony Awards                  |                                                      |                                                       |                                                       |         |
| Fun Home                               | Lisa Kron                                            | Jeanine Tesori                                        | Lisa Kron                                             |         |
| An American in Paris                   | Craig Lucas                                          | George Gershwin                                       | Ira Gershwin                                          |         |
| Something Rotten!                      | Karey Kirkpatrick și John O'Farrell                  | Wayne și Karey Kirkpatrick                            | Wayne și Karey Kirkpatrick                            |         |
| The Visit                              | Terrence McNally                                     | John Kander                                           | Fred Ebb                                              |         |
| 2016 70th Tony Awards                  |                                                      |                                                       |                                                       |         |
| Hamilton †                             | Lin-Manuel Miranda                                   | Lin-Manuel Miranda                                    | Lin-Manuel Miranda                                    |         |
| Bright Star                            | Steve Martin                                         | Steve Martin and Edie Brickell                        | Edie Brickell                                         |         |
| School of Rock                         | Julian Fellowes                                      | Andrew Lloyd Webber                                   | Glenn Slater                                          |         |
| Shuffle Along                          | George C. Wolfe                                      | Eubie Blake și Noble Sissle                           | Eubie Blake și Noble Sissle                           |         |
| Waitress                               | Jessie Nelson                                        | Sara Bareilles                                        | Sara Bareilles                                        |         |

## Recorduri
Recorduri înregistrate până în 2016:
- Hamilton deține recordul pentru cele mai nominalizate producții din istoria Tony-urilor, cu 16 nominalizări. The Producers a câștigat cele mai multe premii, 12.
- Sunetul muzicii și Fiorello! sunt singurele musicaluri care au fost co-câștigătoare ale premiului (în 1960)
- Passion este musicalul premiat cu cele mai puține reprezentații, 280.
- Fantoma de la operă este musicalul cu cele mai multe reprezentații, 12078.

## Legături externe
- Site oficial Arhivat în 15 iunie 2007, la Wayback Machine.
- Premiile Tony la Internet Broadway

Format:Tony Awards